# Torneio de tênis de Acapulco
O torneio de tênis de Acapulco compreende os eventos profissionais de tênis que acontecem ou aconteceram em Acapulco, no México. No calendário de elite, foi combinado masculino e feminino até 2020.
Atualmente, possui o nome comercial de Abierto Mexicano Telcel e recebe apenas o torneio ATP.
Os torneios são/foram:
- ATP de Acapulco, torneio masculino organizado pela Associação de Tenistas Profissionais, na categoria ATP 500;
- WTA de Acapulco, torneio feminino organizado pela Associação de Tênis Feminino, WTA International.